# Las Bravas FC
Las Bravas FC es una serie de televisión web de habla hispana filmada íntegramente en México que se estrenó el 5 de mayo de 2022 en HBO Max en Latinoamérica. Producida por Warner Bros. Discovery Latin America y The Mediapro Studio y distribuida por The Mediapro Studio Distribution.  La serie está protagonizada por Mauricio Ochmann como el personaje titular entre otros.la segunda temporada se estrenó el 3 de octubre de 2024.

## Reparto
- Mauricio Ochmann como Roberto Casas[5]
- Irán Castillo como Flor[5]
- Ana Valeria Becerril como Claudia[5]
- Mauricio Barrientos como Sebastián «Sebas» Zulueta / El Diablito[5]
- José Sefami como Martín[5]
- Paola Cuarón como Lorena[5]
- Esmeralda Soto como Tania[5]
- Mariané Cortés como Majo[5]
- Kariam Castro como Adriana[5]
- Ana Jimena Villanueva como Renata